# 올림픽 남아프리카 공화국 선수단
올림픽 남아프리카 공화국 선수단은 올림픽에 참가하는 남아프리카 공화국 선수단이다. 남아프리카공화국은 1904년 처음으로 올림픽에 참가했고, 1960년까지 매 하계 올림픽에 선수단을 파견했다. 남아프리카공화국의 아파르트헤이트 정책에 대한 대응으로 1962년 유엔 총회 결의안 1761호가 통과된 후 남아프리카공화국은 올림픽 경기 참가가 금지되었다.
1990년 남아프리카공화국에서 아파르트헤이트 종식을 위한 협상이 시작된 후 남아프리카 공화국은 올림픽 운동에 다시 참여했다. 남아프리카 스포츠 연맹 및 올림픽 위원회는 1991년에 창설되었고, 남아프리카 공화국은 1992년 하계 올림픽(및 1992년 하계 패럴림픽)에 다시 대회에 참가했다. 남아프리카공화국도 1960년과 1994년부터 동계 올림픽에 참가했다.
남아공 선수들은 총 89개의 메달을 획득했으며, 그중 육상, 복싱, 수영이 메달을 가장 많이 획득하는 스포츠이다.

## 같이 보기
- 분류:남아프리카 공화국의 올림픽 참가 선수